# Lophyra flexuosa
Lophyra flexuosa (Fabricius, 1787) è un coleottero carabide della sottofamiglia Cicindelinae.

## Descrizione

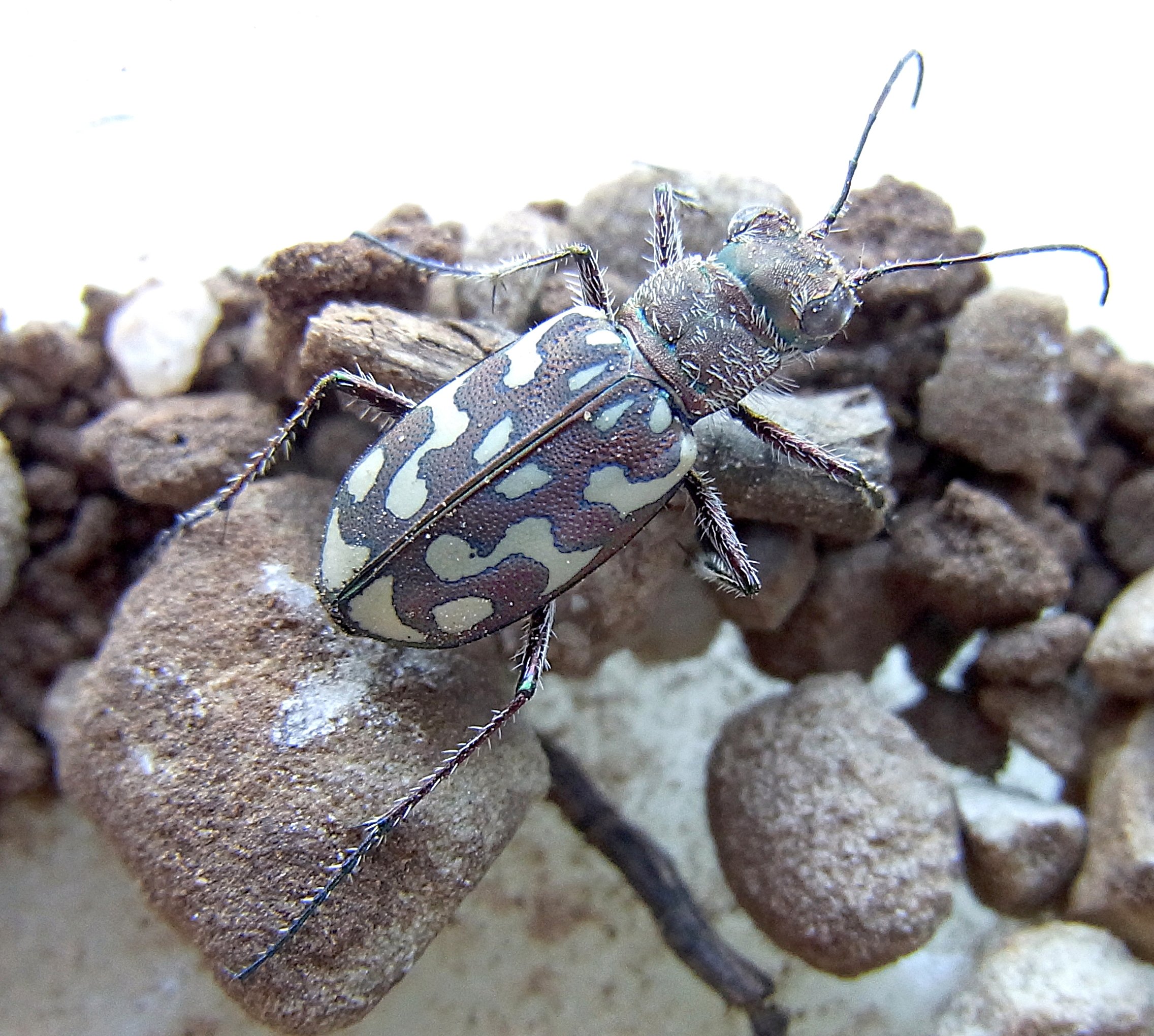

È una cicindela di piccole dimensioni, con disegno delle elitre di colore bianco-giallastro su sfondo bronzeo, formato da una lunula omerale, una apicale, una fascia mediana e una macchia alla base; due macchie presso la sutura e una quarta fra la fascia mediana e la lunula apicale.

## Distribuzione e habitat
È una specie con un ampio areale  mediterraneo-atlantico-nordafricano, che comprende Portogallo, Spagna (comprese le isole Baleari), Francia (compresa la Corsica), Italia (Sicilia e Sardegna), Marocco, Algeria, Tunisia, Libia, Egitto, Israele e Siria.
Vive su terreni sabbiosi, in prossimità di ambienti dunali vicini al mare, talora anche lungo le sponde dei fiumi.

## Tassonomia
In Italia sono presenti le seguenti sottospecie:
- Lophyra flexuosa flexuosa (Fabricius, 1787) - la cui presenza sarebbe limitata alla Liguria
- Lophyra flexuosa circumflexa (Dejean, 1831) - sottospecie endemica della Sicilia
- Lophyra flexuosa sardea (Dejean, 1831) - sottospecie endemica della Sardegna